# Robert Townsend Farquhar
Pour les articles homonymes, voir Farquhar.
Robert Townsend Farquhar (14 octobre 1776 – 16 mars 1830), 1er baronnet, est un influent marchand britannique, qui est député et gouverneur colonial.

## Biographie
Il naquit dans une famille appartenant à la noblesse écossaise et servit d'abord dans la marine britannique jusqu'au grade de vice-amiral. Il commença sa carrière administrative en 1804 comme lieutenant-gouverneur de l'île de Penang (Malaisie) où il se fit remarquer par des travaux d’aménagement portuaire. Après un passage dans la Compagnie anglaise des Indes orientales ou il travailla surtout aux Moluques (Indonésie), en juillet 1810, il fut nommé premier gouverneur général des îles Mascareignes, en poste à l’Île de La Réunion que les Britanniques venaient d’investir. En décembre de la même année, aussitôt l'île Maurice (alors appelée île de France) arrachée également aux Français, il y transféra sa résidence. 
L'humiliation et la rancœur laissent des traces dans la population créole bourbonnaise et ne facilitent pas son administration. Farquhar maintient, selon les lois et règlements en application avant la reddition, les établissements ecclésiastiques ainsi que les établissements judiciaires et de police. Il règlemente le marronnage et la désertion des forces britanniques. Il fait appliquer deux mesures. La première, en avril-mai 1811, est un serment de fidélité, obéissance et soumission au roi d'Angleterre et au gouvernement britannique. La deuxième concerne l'interdiction théorique de la traite négrière. Du 5 au 11 novembre 1811 a lieu une révolte d'esclaves. Farquhar instruit lui même le procès des insurgés. Les principaux responsables seront exécutés et Élie, un des meneurs sera déporté en Inde.
À l’île de France qui, en 1814, devait retrouver officiellement son nom de baptême initial d’île Maurice (Mauritius), le Gouverneur Farquhar s’efforçait de se concilier les colons français tout en défendant du mieux qu’il pouvait les droits reconnus aux esclaves. L’abolition définitive ne sera en effet acquise dans les colonies britanniques qu’en 1835, même si depuis 1807, la traite proprement dite y fut interdite. Et justement, Farquhar tenait beaucoup à ce que cette interdiction soit partout respectée, autant par conviction personnelle que par calcul politique. Dans la région en effet, et cela depuis plus d’un siècle, les principaux trafiquants d’esclaves européens étaient des Français. En réprimant activement la traite, il se donnait donc des raisons d’intervenir contre ses adversaires, pour le contrôle notamment de l’île de Madagascar.
Il n’avait pas la possibilité d’intervenir directement contre les établissements français de la Grande île. C’est alors qu’il eut l’idée de s’appuyer sur une puissance locale susceptible de servir sa politique. Sa plus grande perspicacité fut cependant d’avoir compris que, pour ce faire, il ne devait pas compter sur les royaumes du littoral pourtant familiers avec les Européens depuis des siècles (au point donc que nombre de leurs chefs étaient des malato, il est vrai, surtout de Français !) mais avec un autre royaume complètement enclavé à l’intérieur des terres, celui des Mérinas.
Après avoir connu la guerre civile depuis pratiquement tout le XVIIIe siècle, le Royaume mérina venait à peine alors de retrouver son unité et avait pour roi un jeune homme d’environ 23 ans, Radama. Mais le plus étrange est que malgré la renommée qu’il commençait à connaître à l’extérieur, ce pays était très mal connu encore des Européens. Ce ne fut en effet qu’en 1777 que le premier Européen qui en a fait une brève description, Nicolas Mayeur, l’avait visité. Et encore, son manuscrit était demeuré inédit et rien ne prouve que Farquhar ait pu le consulter. Après Mayeur, les Européens qui ont pu y pénétrer devaient être assez rares car le précédent roi, Andrianampoinimerina qui se méfiait justement des traitants, s’y était longtemps opposé.
De la part de Farquhar, cela relevait donc d’un véritable pari d’y envoyer en avril 1816 Chardenoux, un ancien traitant, en mission secrète de reconnaissance. Le résultat allait dépasser toutes ses espérances. Il se trouve en effet que Radama lui-même cherchait un moyen d’étendre son autorité sur l’ensemble de Madagascar comme le lui recommandait le testament politique de son père. Arrivé là où en était le royaume merina, il lui était impossible de continuer à se développer, et à terme, de préserver sa propre indépendance s’il ne réussissait pas à prendre le contrôle des régions côtières pour pouvoir traiter directement avec les Européens. Ce fut donc avec les accords de principe du roi merina, et accompagné même de deux de ses jeunes frères qu’il voulait faire instruire à l’île Maurice, que Chardenoux revint faire son rapport à Farquhar.
Dès lors, les événements s’accélérèrent. Farquhar envoya deux autres missions au caractère plus officiel puis, à la fin du mois d’août 1817, Radama se mit à la tête de ses troupes pour envahir les places fortes de la côte est. Il ne rencontra d’ailleurs que d’assez faibles résistances car le plus puissant des princes de la région, le « malato » Jean René préféra se soumettre.
C’est ainsi que le 23 octobre 1817, Radama put signer avec les représentants britanniques un accord qui fera date dans l’histoire de son pays. D'après en effet les termes de cet accord, le roi merina, dorénavant reconnu comme le souverain de tout Madagascar s'engage à abolir le commerce des esclaves avec les Européens et, en compensation, recevra des aides pour moderniser son royaume. Un malheureux contretemps allait cependant tout remettre en cause…
En effet, dès le 19 novembre de la même année, Robert Farquhar part en congé au Royaume-Uni sans avoir eu le temps de tenir tous ses engagements, s’en remettant à son successeur, le général Gage Hall pour continuer son œuvre. Mais ce dernier était en fait de mèche avec les trafiquants et laissa tout tomber, à la grande déception de Radama qui se mit à douter de la bonne foi des Européens. Pendant ce temps au Royaume-Uni, Farquhar expliqua sa politique aux îles et, fort de l’appui du roi George IV, préparait son retour. Le 5 juillet 1820, il retrouva donc son poste à l’île Maurice et, aussitôt entreprit de renouer avec Radama. C’est ainsi que le 11 octobre, un autre accord plus favorable encore au souverain merina fut signé. Pour celui-ci et son peuple, la grande aventure allait pouvoir continuer…
Au profit de ses propres administrés, Farquhar sut également faire preuve de beaucoup d’ingéniosité et de constance. Tout d’abord, il fit tout pour favoriser le développement de l’île Maurice en utilisant surtout les financements de la métropole. Il fit rénover les voies de communication laissées à l’abandon depuis des années, fit reconstruire le vieux port de la capitale en en faisant ensuite un port franc ouvert à tous les pavillons de commerce. Il réaménagea les lois pour faciliter les échanges et n’hésitait pas à utiliser les fonds publics pour aider les entrepreneurs. Mais surtout, il consacra beaucoup d’effort pour stimuler la culture de la canne à sucre dont la production se mit rapidement à décupler.
Tant et si bien qu’au moment de son départ définitif pour le Royaume-Uni le 20 mai 1823, la plupart des Français qui, au départ, s’étaient beaucoup défié de l’autorité britannique se mirent à le regretter.
De retour au Royaume-Uni, il entra à la Chambre des communes et continua à y défendre autant qu’il le pouvait les intérêts de ses anciens administrés.
Sir Robert Townsend Farquhar mourut à Londres le 20 mars 1830.